# Hestiasula castetsi
Hestiasula castetsi är en bönsyrseart som beskrevs av Bolivar 1897. Hestiasula castetsi ingår i släktet Hestiasula och familjen Hymenopodidae. Inga underarter finns listade i Catalogue of Life.